# 孔王部
孔王部（あなほべ）は、安康天皇の御名代部として設置した穴穂部（あなほべ）に始まった御名代部である。第二十代安康天皇が近江国穴太村に穴穂宮を建て、そして、自らを穴穂天皇と称した。この穴穂部は、安康天皇の崩御後に第二十一代雄略天皇が十九年紀（480年）に詔して置いた安康天皇の御名代部である。

## 概要
初出は『日本書紀』巻第十四によると、雄略天皇の時代に、
とあり、穴穂天皇と呼ばれた安康天皇の名代であったことが窺われる。中央では「穴穂部造」、地方では「穴穂部首」が管理者であると推定される。穴穂部造は天武天皇12年（683年）9月に、ほかの37氏とともに穴穂部連と賜姓されている。孔王部首（穴穂部首）は、『新撰姓氏録』河内国未定雑姓によると、「穴穂天皇（諡安康）之後也」と記されている。
東国に多かったと推定され、養老5年（721年）、『正倉院文書』の下総国葛餝郡大島郷の戸籍はほとんどが「孔王部」であり、また『続日本紀』巻第四十によると、桓武天皇の延暦9年（790年）12月、下総国猿嶋郡の主帳(さかん）、正八位上の孔王部山麻呂が外正六位上に昇叙している。5世紀後半に東国が大和朝廷の支配下に置かれるようになったのが、きっかけだろうと言われる。

## 孔王部の支配管掌
下総国猿島郡伏木村字穴太（あなほ）の孔王部や、葛飾郡大島郷の孔王部を支配管掌したのが下海上国造（しもつうながみのくにのみやつこ）の孔王部直（あなほべのあたい）である。

## 所在地
｢葛飾郡八島郷。同郡大島村ナルベシ。和名抄ニ、傍訓ヤシマトアレド、誤字ニスガリシ訓ニテ、證トハナシ難シ。養老五年ノ戸籍ニ、（京師穂井田忠友ヵ所蔵）下総国葛飾郡大島郷河和里云云トアリ。忠友云、和名抄ノ八島ハ、大島ノ誤リナルベシト。（東大寺古記モ大島ニ作レリトゾ）大島村ハ、杉戸宿ノ傍ニテ、養老戸籍ノ河和里、即兵部式ノ河曲ニテ、杉戸駅西ニ、上中下川埼、東西大輪等ノ村アリ、其名残ナラン。今ノ杉戸宿ハ、河曲駅ノ移レルナルベシ。｣とある。「正倉院古文書正集 第二十一巻」に収録された721年作成の「下総国葛飾郡大島郷」の戸籍の大島郷は、上高野村（現・埼玉県幸手市）の甲和里、下高野村及び大島村（現・埼玉県杉戸町）の仲村里、鷲宮村（現・埼玉県久喜市）字穴辺の嶋俣里の地域を指すものと考えられる。

## 根拠
第1に、田数注文の古文書である櫟木文書によりますと、葛西御厨には、嶋俣（しままた）・今井・東一江（ひがしいちのえ）・・・という地名が登場し、嶋俣（現在は地名喪失）に隣接して今井があった。この嶋俣は柴又とは約7km離れている。第2に、下高野村（埼玉県杉戸町）の永福寺龍燈山伝燈記に戸籍の仲村里の里正孔王部堅の伝承がある。ちなみに、その伝燈記から孔王部堅の系図は｢堅は後剃髪授戒し慈航沙弥と号し、天平三辛未年七月十五日示寂す。堅の室は瑞枝売と云ふ、大島郷長孔王部醜男の姉也（戸籍の志己夫）、天平勝宝四年十一月十五日逝去し、法名を寂照尼と号す。堅の嫡男を高毛野と云ふ、空智沙弥と号し、天平勝宝五年死す。高毛野の子宗麿は信暁沙弥と号し、自宅を捨て梵刹と為し、阿弥陀寺と号す、延暦元年死す。宗麿の子貴は智満沙弥と号し、天長五年死す。堅五代の孫高野成房（貴の子）は天安元年死す。高野成房の男良康あり。｣である。第3に、『義経記』巻二に「下総国高野の領主は陵兵衛（みささぎのひょうえい）と申し候」と登場する、高野村豪族陵兵衛は、孔王部の末裔であって、陵戸を支配管理したと考えられる。この陵兵衛は、尊卑分脈では、深栖三郎光重の子、堀三郎頼重（諸陵頭）と見え、また、平治物語に深栖三郎光重が子に、陵助重頼といふ不肖の身にて候へ供、源家の末葉にて候、と登場する人物である。